# Jean-Moïse Raymond
Pour les personnes ayant le même patronyme, voir Raymond.
Jean-Moïse Raymond, né en 1787, mort en 1843, est un homme d'affaires et député bas-canadien.

## Biographie
Jean-Moïse – ou Jean-Moyse – Raymond est né à La Tortue (Saint-Mathieu) en janvier 1787, et baptisé le 5 janvier à Saint-Philippe de Laprairie, au Bas-Canada. Il est le fils de Jean-Baptiste Raymond (1757-1825), homme d'affaires et député, et de Marie-Clotilde Girardin. Il effectue ses études à Montréal, au collège Saint-Raphaël, de 1798 à 1805.

### Homme d'affaires
Jean-Moïse entre dans l'entreprise de son père et en devient associé avant 1810 ; l'entreprise s'appelle désormais « Jean-Baptiste Raymond et Fils ». Il épouse en 1810 Archange Denaut, fille d'un commerçant de Laprairie, mais sa femme meurt moins de trois ans plus tard, peu après leur fille unique. Par ailleurs officier de milice, il est nommé major en 1813 et commande deux compagnies du bataillon de Boucherville.
Comme il est l'unique survivant des fils de son père, il reçoit la propriété d'un établissement commercial. Son père devenant malade, Jean-Moïse participe de plus en plus étroitement aux affaires familiales. Il participe de près aux transactions foncières, ainsi qu'aux diverses activités de l'entreprise « Jean-Baptiste Raymond et Fils », qui produit de la potasse, effectue des découpes de bois, vend des meubles et autres produits manufacturés, et achète du blé.
Il se remarie en 1815 avec Angélique Leroux d’Esneval, fille du marchand et futur député Laurent Leroux. Le couple aura treize enfants, dont neuf atteindront l'âge adulte.
Il est élu pour la première fois député en 1824. Seul à la tête de l'entreprise familiale à partir de 1825, il continue l'activité jusqu'en 1839. Il liquide alors l'entreprise, qui a subi plusieurs difficultés du fait de mauvaises récoltes puis des lourdes pertes consécutives aux rébellions de 1837-1838. Il ouvre une distillerie, mais connaît des difficultés de trésorerie ; comme il n'a pas honoré une échéance, son beau-frère Joseph Masson refuse de lui faire de nouvelles avances. Il est par ailleurs nommé juge de paix à partir de 1830, et inspecteur d'écoles.

### Député
Jean-Moïse Raymond devient influent avec ses affaires, et il entre en politique. Il milite en 1822 contre le projet d’union du Bas-Canada et du Haut-Canada.
Il est élu en 1824 député du district de Huntingdon au Parlement du Bas-Canada, et réélu en 1827. Il est ensuite élu à Laprairie en 1830. Il soutient d'abord le Parti canadien, devenu ensuite le Parti patriote, de Louis-Joseph Papineau, y compris pour le vote des Quatre-vingt-douze Résolutions. Il participe aux commissions et comités sur le commerce, et est assidu aux séances de l'Assemblée, ce que permet à cette époque la prospérité de ses affaires. Il est encore réélu en 1834, et garde son siège jusqu'à la suspension de la Constitution en 1838,.
En 1841, Jean-Moïse Raymond est élu député de Leinster, sans opposition, par acclamations. Il siège ainsi au Premier parlement de la province du Canada, pour le Canada-Est. Anti-unioniste, il dénonce l'Union à de nombreuses reprises ; il fait partie du Groupe canadien-français. Il arrête de siéger en 1842, peut-être pour raisons financières, préférant accepter la nomination au poste rémunéré de registrateur du district de Leinster,.

### Décès, postérité
Après une « courte mais violente maladie », il meurt à Saint-Jacques-de-l’Achigan le 8 février 1843. Il est inhumé dans l'église paroissiale de L'Assomption.
Il avait épousé Angélique Marie-des-Anges Leroux d'Esneval, fille du député Laurent Leroux, et a eu au moins trois filles : Hermine Raymond qui épouse en 1834 Jean-Baptiste Varin, député de Huntingdon ; Marie-Clotilde Raymond, qui épouse en 1848 Tancrède Sauvageau, lui aussi député de Huntingdon ; et Angélique Raymond, qui épouse en 1850 Magloire Lanctôt, avocat, juge, maire et orateur.